# Szabla

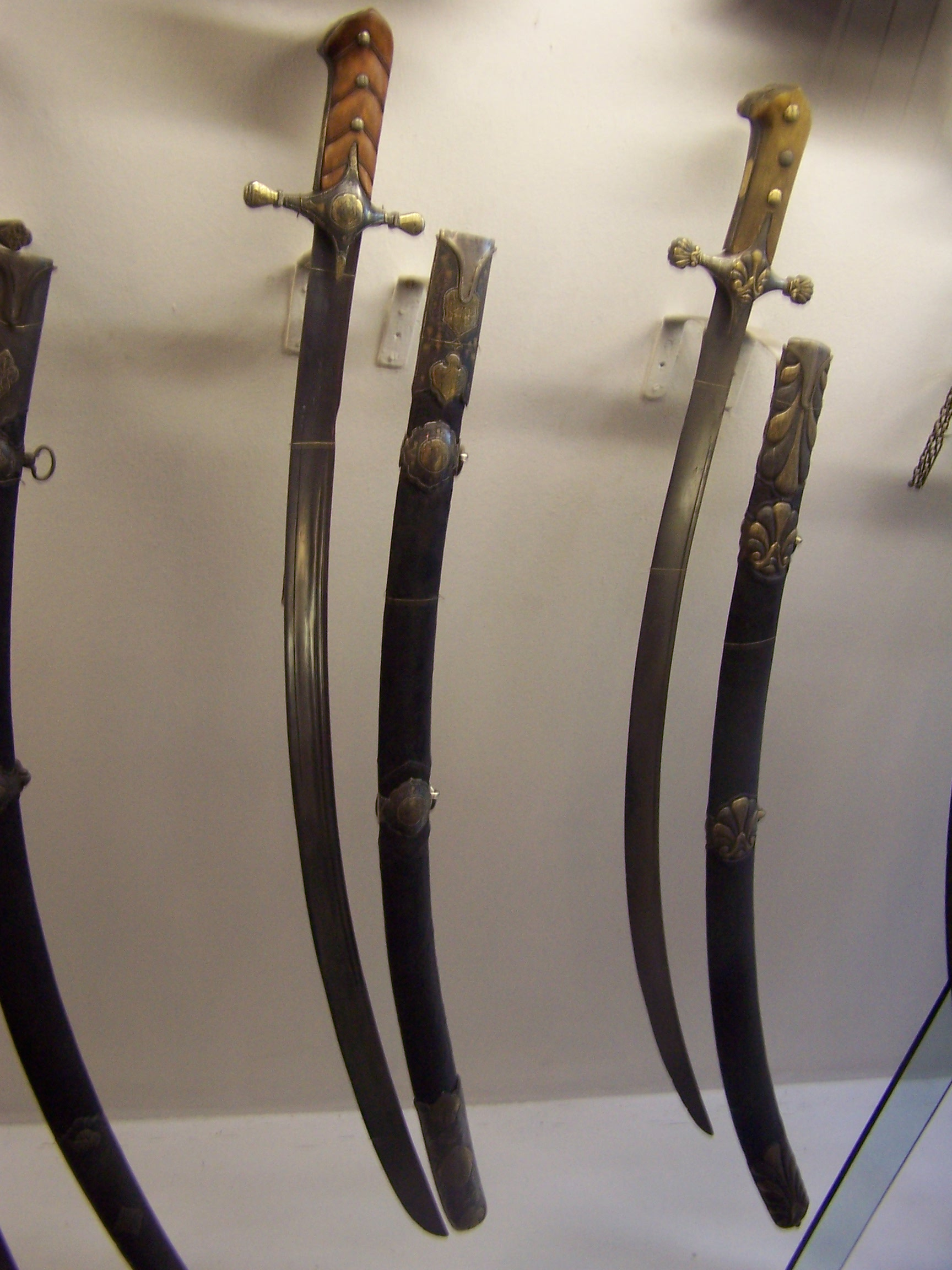
Ceremoniële szable van het karabelatype in het Pools Legermuseum in Warschau

Een szabla is een Pools steekwapen dat werd gebruikt en gedragen door de szlachta en daarnaast een van de belangrijkste kledingstukken van de Poolse landadel en magnaten. De szabla maakte ook deel uit van het Karacenaharnas.
Szabla is het Poolse woord voor sabel. De szabla is een tussentype tussen een sabel en een kromzwaard.
De szabla was geïnspireerd op het sarmatisme en werd vooral gedragen in de Vroegmoderne Tijd. Verder werd dit sabeltype ook gedragen door de Hongaarse adel.

## Armeense stijl
Eind 17e eeuw verscheen de eerste opmerkelijke wijziging van het sabel. In tegenstelling tot het vroege 'Hongaars-Poolse' soort, had het een beschermd handvat en leek het op de oosterse kromzwaarden, daarom werd dit model Armeense sabel genoemd. Armeens verwijst mogelijk naar Armeense kooplieden en de meestersmeden. In die tijd namen veel Armeniërs een groot deel van wapenmakerij van het Gemenebest voor hun rekening. De Armeense sabel ontwikkelde zich in feite tot drie bijna volledig verschillende soorten zwaarden, elk gebruikt voor een ander doel. Hun populariteit en efficiëntie zorgden ervoor dat de Poolse edelen afstand deden van de in West-Europa gebruikte zwaarden.
- Czeczuga was een gebogen sabel met een kleine pareerstang en een versierde open handgreep en een kap die gedeeltelijke bescherming aan de hand bood.

- Ordynka was een zwaarder wapen dat door de cavalerie werd gebruikt. Het leek op een combinatiewapen met alle functies van de Czeczuga maar had een zwaarder en duurzamere handgreep met een lemmet van een kort zwaard.

- Armeense karabela was het eerste voorbeeld van een ceremonieël zwaard dat door de szlachta werd gebruikt. Hij had zowel een gebogen lemmet ,pareerstang en had daarnaast een korte handgreep. Het was gegraveerd en versierd met edelstenen en ivoor, dit gold voor zowel de schede als de pareerstang. Door de eeuwen heen gebruikt, evolueerde het in de 18e eeuw tot een standaard karabela, zowel als onderdeel van Ceremonielë kledij als tijdens gevechtshandelingen.

## Karabala
Rond 1670 traden Karabala's in Polen-Litouwen in dienst en waren gelijk populair. Een Karabala was een sabel met een Adelaarskopvormig handvat.
Men weet niet zeker waar de naam Karabala vandaan komt. Het woord "karabela" heeft geen gevestigde betekenis en er worden voor het woord verschillende versies voorgesteld. Zygmunt Gloger suggereert afleiding van de naam van de Iraakse stad Karbala. Deze stad staat bekend om handel in dit soort sabels. Een andere suggestie is dat de Ottomanen tijdens de belegering van Wenen reeds de Karabela zwaard, Turks voor zwarte vloek, in gebruik hadden. De Polen hebben dit zwaard type omarmt. Ook staat bekend dat een aantal Turkse Tataren na de slag zijn achtergebleven in Oostenrijk/Polen, getuige ook het feit dat de Poolse Huzaren waren geïnspireerd door de Ottomaanse klederdracht, wapens en schilden en deze ook hebben geïntroduceerd in hun eigen leger.